# Хуго I (Монфор)
Хуго I фон Монфор (на немски: Hugo I von Montfort, Hugo III von Tübingen; * ок. 1175/1180; † 12 март 1228) от рода на пфалцграфовете на Тюбинген е граф на Брегенц и Монфор. До 1207 г. той се нарича Хуго III фон Тюбинген.

## Биография
Той е най-малкият син на Хуго II фон Тюбинген (1115 – 1182), пфалцграф на Тюбинген и съпругата му Елизабет фон Брегенц (1152 – 1216), единствената дъщеря-наследничка на граф Рудолф от Брегенц и Куреция (Raetia prima) († 1160) и втората му съпруга Вулфхилд от Бавария († сл. 1160), дъщеря на херцог Хайнрих IX от Бавария, наричан Хайнрих Черния. Майка му е близка роднина на император Фридрих Барбароса († 1190) и на Велфите. Брат е на Рудолф I († 1219), пфалцграф на Тюбинген.
Хуго получава от майка си графство Брегенц и Монфор. Той и наследниците му се наричат от 1207 г. на дворец Монфор „граф на Монфор“.
Той мести своя център от Брегенц в новооснования от него град Фелдкирх, за да увеличи влиянието си в Реция, във Форарлберг и особено в епископство Кур (в Швейцария). Заради идеята за кръстоносните походи Хуго I се стреми да строи пътища през Алпите. През 1218 г. Хуго, с разрешение на крал Фридрих II, основава суверенен Йоанитски манастир, църквата Св. Йоан и подарява земи.
Той умира вероятно в Светите земи или на път за там.
Неговият внук Фридрих вилдграф фон Кирбург († сл. 1310) е провинц-майстор на ордена на Тамплиерите за Горна Германия, Емихо вилдграф фон Кирбург († 1311), друг негов внук, е епископ на Фрайзинг.

## Фамилия
Първи брак: за жена от Ешенбах-Шнабелберг († 1251), дъщеря на Валтер I фон Ешенбах-Шнабелбург († сл. 1185) и Аделхайд фон Шварценберг († 1189). Имат три деца:
- Рудолф I († септември 1244/7 октомври 1247), женен за Клемента фон Кибург († сл. 5 октомври 1249)
- Вилхелм († 20 септември 1237), домпропст в Кур
- Хуго II фон Монфор-Брегенц († 11 август 1260), женен за Елизабет фон Бургау

Втори брак: за Мехтхилд фон Ванген († сл. 1218), дъщеря на Фридрих фон Ванген. Имат пет деца:
- Хайнрих I († 14 ноември 1272), епископ на Кур (1268 – 1272)
- Фридрих († 12 март 1285), домхер в Констанц
- Агнес, наследничка на Визберг, омъжена за Швикер фон Рамош
- дъщеря, омъжена за Валтер фон Фац († 1253)
- Елизабет († сл. 1268), омъжена I. за граф Манеголд фон Неленбург-Феринген († 1229/1234); II. за граф Хайнрих I Зигеберт фон Верд, ландграф в Елзас († 1238); III. за вилдграф Емих II фон Кирбург-Шмидтбург († 1284)